# Relations entre la Bolivie et l'Inde
Les relations entre la Bolivie et l'Inde sont les relations bilatérales de l'État plurinational de Bolivie et de la république de l'Inde.

## Histoire
L'ambassade de l'Inde à Lima, au Pérou, est conjointement accréditée auprès de la Bolivie depuis avril 1981. L'Inde a également des consuls généraux honoraires à La Paz et à Santa Cruz, bien que cette dernière ne soit pas opérationnelle actuellement. La Bolivie a ouvert son ambassade à New Delhi en 2012, et Jorge Cardenas Robles a pris ses fonctions de premier ambassadeur résident de Bolivie en Inde le 8 novembre 2012.
Les premières consultations entre le ministère des affaires étrangères de l'Inde et de la Bolivie ont eu lieu à La Paz le 20 novembre 2014. Plusieurs visites de niveau ministériel ont eu lieu entre les deux pays.
Le président Ram Nath Kovind a effectué une visite en Bolivie du 28 au 30 mars 2019. C'était la première visite d'un président indien en Bolivie,.

## Commerce
Le commerce bilatéral entre la Bolivie et l'Inde s'est élevé à 314,684 millions de dollars US en 2015-16. L'Inde a exporté pour 74,432 millions de dollars de marchandises vers la Bolivie, et a importé pour 240,252 millions de dollars en 2015-16. Les principaux produits exportés par l'Inde vers la Bolivie sont des automobiles, du fer et de l'acier, des produits pharmaceutiques, des machines, des produits en caoutchouc et en plastique, ainsi que des fils et des textiles. Les principaux produits de base importés par l'Inde de Bolivie sont l'or, le cuir et les aliments pour animaux.
Les deux pays négocient actuellement un accord bilatéral de promotion et de protection des investissements (Bilateral Investment Promotion and Protection Agreement - BIPPA).
L'entreprise indienne Jindal Steel & Power Ltd. a obtenu un contrat pour développer la mine de fer d'El Mutún en 2007. La société a annoncé qu'elle investirait 2,3 milliards de dollars pour créer une aciérie, dans ce qui a été le plus grand investissement étranger direct de l'histoire bolivienne. Toutefois, la société a mis fin au projet en juillet 2012, accusant le gouvernement bolivien de ne pas remplir les conditions du contrat,. En août 2014, la Chambre de commerce internationale s'est prononcée en faveur de Jindal et a ordonné à la société minière publique Empresa Siderúrgica del Mutún de verser à Jindal 22,5 millions de dollars en compensation.
La société indienne de pesticides UPL a un bureau à Santa Cruz, en Bolivie. Ashok Leyland opère en Bolivie dans le cadre d'un accord avec COFADENA (Corporación de las Fuerzas Armadas para el Desarrollo Nacional). Le constructeur automobile indien Tata Motors vend ses véhicules au détail par l'intermédiaire d'un concessionnaire agréé en Bolivie.